# ダグラス・ハリマン・ケネディ
ダグラス・ハリマン・ケネディ（英語：Douglas Harriman Kennedy、1967年3月24日 - ）は、ロバート・F・ケネディとエセル・ケネディの第十子。元ニューヨーク州知事のウィリアム・アヴェレル・ハリマンに敬意を表して名付けられた。

## 生い立ち
ケネディはワシントンD.C.で生まれ、ジョン・シャーウッド・スタークとシャロン・エレン・ウィングの娘であるモリー・エリザベス・スタークと、1998年8月22日にマサチューセッツ州ナンタケットで結婚した。そして、五人の子供 （ライリー・エリザベス・ケネディ、マリー・マッコーリー・ケネディ、ローウェン・フランシス・ケネディ、ジョージ・スカケル・ケネディ、アンソニー・ボール・ケネディ）がいる。
ケネディはジョージタウン高等学校とブラウン大学を卒業し、「ナンタケット・ビーコン」 と 「ニューヨーク・ポスト」 でジャーナリストとして活動を始めた。その後、ワシントン・ポストの調査報道記者として、オクラホマシティ連邦政府ビル爆破事件の容疑者を逮捕した警察官との最初のインタビューをしたり、医療や首都圏に関する多くの記事を書いた。
1996年8月、FOXニュース・チャンネルの総合取材記者として入社し、隔週の番組 「ダグラス・ケネディのアメリカ物語」 で、司会を担当した。FOXニュースに在籍中、1996年、2000年、2004年の大統領選挙やハリケーン・カトリーナを取材した。
2012年11月20日、ケネディは、息子のアンソニー・ボール・ケネディが生まれた翌々日の2012年1月7日に、ニューヨーク州マウント・キスコのノーザン・ウェストチェスター病院での二人の看護師との口論に関連した軽罪と身体的嫌がらせおよび児童傷害の罪に問われたが、結果無罪となった。ケネディは、病院の方針に反し、息子を連れて帰ろうとしたところを、看護師が止めようとしたときに、暴行を加えてしまったと主張した。この事件を受けてニューヨーク市の児童福祉局はケネディの調査を実施したが、ソーシャルワーカーらは自宅で児童虐待の兆候は見られず、2012年3月、容疑は根拠のないものだと発表した。